# Tina S.
Tina S. (* 7. April 1999 in Paris als Tina Šetkić) ist eine französische Gitarristin, spezialisiert auf technisch schwierige Heavy-Metal-Soli von Van Halen, Gary Moore, Iron Maiden, Megadeth und Pink Floyd sowie klassische Musik, darunter Stücke von Beethoven, Paganini und Vivaldi.

## Leben
Im Alter von 6 Jahren erhielt Tina S. ihre ersten Gitarrenstunden. Später wurde sie vom Jazz-Rock-Gitarristen Renaud Louis-Servais unterrichtet. Mit 9 Jahren coverte sie Hotel California der Eagles. Im Alter von 13 Jahren spezialisierte sie sich auf Elektro-Rock. Dabei nahm ihre Popularität insbesondere durch YouTube und durch soziale Medien stark zu. So zog sie die Aufmerksamkeit namhafter Musiker und Gitarrenhersteller auf sich.
Nachdem sie sich jahrelang aus der Öffentlichkeit zurückgezogen hatte, ist sie mit der Band Spin Twice ins Rampenlicht zurückgekehrt. Das Musikvideo zu »What’s Wrong With Me?« wurde Anfang September 2023 auf ihrem YouTube-Kanal, der eine Million Abonnenten hat, veröffentlicht.